# Qüestió Romana
La Qüestió Romana fou el conjunt de fets que conduïren a l'ocupació i desaparició dels Estats Pontificis en 1870 durant el procés d'unificació italiana. Aquesta desaparició de facto mai no fou acceptada pel Papa regnant, Pius IX. Aquest es negà a reconèixer el nou govern italià, excomunicà el rei Victor Manuel II i va prohibir als italians participar en la vida política italiana. Durant els anys posteriors els Papes que van succeir Pius IX, Lleó XIII (1878-1903), Pius X (1903-1914) i Benet XV (1914-1922), van considerar-se presoners als palaus del Vaticà i no van restablir les relacions amb Itàlia. Pius XI (1922-1939) va solucionar la polèmica firmant amb el govern italià de Mussolini, els anomenats Pactes del Laterà, l'11 de febrer del 1929, on el Papa reconeixia Itàlia com a estat i els italians reconeixien al Papa la sobirania sobre el Vaticà, que quedava establert com a estat independent gràcies a aquests acords.